# 罕波眼蝶
罕波眼蝶（學名：Ypthima norma），又名小三目蝶、無紋波紋蛇目蝶、無斑波紋蛇目蝶、小眼蝶、微小鄰眼蝶、無斑波眼蝶。

## 描述
本種眼蝶體型小至中等，雌雄差異不明顯或輕微。體背多為褐色，腹側灰白。雄蝶頭黑褐雜灰白，觸角黑褐具灰白紋，末端裸露；口器褐色，下唇鬚向前延伸、密生毛，黑褐混赭黃。胸背褐色、腹面灰白，足褐有乳白條紋，前足退化；腹背褐色，腹面灰白。
前翅長14-16 mm，外型近三角形，邊緣略凸，翅頂鈍；中室前後側脈基膨大為紡錘狀。後翅呈扇形，臀區略角狀。翅背面底色灰褐至褐色，外側帶淺色區，前翅具明顯眼紋，近翅頂；後翅眼紋常退化，偶出現小型眼紋於CuA1室。翅腹面灰褐色，佈滿灰白細波紋；前翅具一至二條暗色帶，多呈V形，眼紋一枚，位置與背面相應；後翅多具三眼紋，位於Rs、CuA1、CuA2室，Rs室最大。緣毛多為灰白或淺褐色。
雌蝶體態與雄蝶類似，但前足發育正常。

## 分佈
分布於中南半島、小巽他群島、蘇拉威西、菲律賓、中國大陸及臺灣；臺灣見於本島北部低山地區與馬祖。

## 棲地
棲息於開闊的短草地坡地，一年多世代，成蝶飛行緩慢。
臺灣過去採集紀錄稀少，近五十年無任何標本或目擊紀錄，寄主植物尚無明確紀錄，飼養時可使用多種禾本科草本植物。